# Ваньо Танов
Ваньо Митков Танов е директор на Агенция „Митници“ от 6 август 2009 г. до смъртта си на 29 февруари 2016 г. с едногодишно прекъсване от август 2013 до август 2014 г.; бивш директор на Националната служба „Борба с организираната престъпност“ в МВР (2005 – 2007), генерал от силите за сигурност на България.

## Ранни години
Ваньо Танов е роден на 22 септември 1958 г. в Михайловград. Завършва Математическа гимназия. През 1981 г. получава специалност във ВИММЕСС (Русенски университет „Ангел Кънчев“). Започва като редови служител в Първо РПУ в Русе през 1985 г. и преминава през различни позиции в системата на МВР. Специализирал е в „Сикрет сървиз“ (Вашингтон) и Холандия, участва в международни експертни групи в страните от ЕС и Русия по проблемите на тероризма и корупцията.

## Кариера
От 2002 г. Ваньо Танов оглавява РДВР-Русе. На 25 юни 2004 г. е удостоен със званието генерал-майор от МВР. На 29 септември 2005 г. е назначен за директор на Регионалната дирекция на вътрешните работи – Русе, за директор на Национална служба „Борба с организираната престъпност“ на МВР. През юли 2007 г. Ваньо Танов подава оставка. През същата година е издигнат за кмет на Русе, но губи изборите. Оглавява Агенция „Митници“ при първия мандат на правителството на ГЕРБ от 6 август 2009 г. до 22 август 2013 г., когато напуска поради боледуване. От 13 август 2014 г. отново е назначен за директор на Агенция „Митници“ със заповед на служебния министър на финансите Румен Порожанов.
Ваньо Танов умира внезапно от сърдечен удар на 57 години на 29 февруари 2016 г.в София.

## Военни звания
- Полковник
- Генерал-майор от МВР (25 юни 2004)

## Награди
- 2016 г. – посмъртно е удостоен с орден „За гражданска заслуга“ I степен.[7]